# Cerco de Lucknow
O Cerco de Lucknow (hindustâni: लखनऊ का घेरा, لکھنؤ کا گھیرا Lakhnaū kā Ghērā) foi uma prolongada operação de defesa da Residency dentro da cidade de Lucknow durante a Revolta dos Sipais em 1857. O cerco durou de 30 de Maio a 27 de Novembro e teve como resultado a retirada das tropas britânicas da cidade. Depois de duas tentativas de libertação, os defensores e os civis foram evacuados da Residency, que foi abandonada.
Lucknow era a capital do antigo estado de Awadh. A prolongada defesa pelos britânicos demonstrou ser um dos principais episódios da rebelião fracassada.